# História do Novo Sobrenome
História do Novo Sobrenome (em italiano:  Storia del nuovo cognome) é um romance de 2012, escrito pela autora italiana Elena Ferrante . É o segundo volume de sua série de quatro livros conhecida como Romances Napolitanos , sendo precedido por A Amiga Genial, sucedido por História de Quem Foge e de Quem Fica e História da Menina Perdida .
Foi adaptado pela HBO para a segunda temporada do programa de TV My Brilliant Friend .

## Trama
O romance começa com o retorno de Lila e Stefano de sua lua de mel na costa de Amalfi . Lila está com o rosto machucado e conta a Lenù que foi espancada e agredida sexualmente quando tentou resistir a Stefano durante a viagem. Para seu horror, eles percebem que a maior parte da vizinhança respeita Stefano mais depois disso, por considerar Lila muito indisciplinada para uma mulher.
Lila começa a trabalhar na sapataria que sua família está abrindo com os irmãos Solara. Ela engravida, mas sofre um aborto espontâneo. Tanto Lila quanto a família de Stefano a pressionam a engravidar novamente, culpando a independência de espírito de Lila pelo aborto espontâneo. Um médico recomenda que ela passe uma temporada no mar para aumentar sua fertilidade, e Lila, desesperada para não ficar sozinha com a mãe e a cunhada, convence Elena a ir com ela. Elena, que está secretamente apaixonada por Nino Sarratore, concorda com a condição de que eles vão para a ilha de Ischia, sabendo que Nino estará lá. Lila, Lenu, Nino, a cunhada grávida de Lila, Pinuccia, e o amigo de Nino, Bruno Soccavo, passam os dias discutindo sobre literatura e política. Pinuccia se apaixona por Bruno, enquanto Nino e Lila se apaixonam e começam um caso. Quando passam a noite juntos, Lenù, deprimida e sozinha na praia, cede às investidas de Donato Sarratore, pai de Nino, que a assediou alguns anos antes, e com quem ela faz sexo.
Com o fim das férias, Lenù, sentindo-se rejeitada, concentra-se nos estudos e encontra-se cada vez menos com Lila e Nino. Quando ela está prestando o Matura, exame nacional para concluir o ensino médio na Itália, um dos examinadores conta a ela sobre a Scuola Normale di Pisa, um dos poucos lugares onde ela poderia continuar seus estudos sem taxas e recebendo uma bolsa de estudos. Lenù decide fazer um exame para a universidade e consegue uma vaga lá. Pouco antes de sair, ela vai se despedir de Lila na sapataria, onde a encontra com Nino, percebendo que eles retomaram o caso.
Lila fica grávida e decide deixar o marido para ir embora com Nino. Ela desaparece da vizinhança por vinte e um dias. Marcello Solara pede a Antonio, que agora trabalha para ele, que a encontre. Antonio encontra o casal e bate em Nino, mas não conta para Marcello, contando o que aconteceu para seus amigos de infância, Enzo e Pasquale. Enzo ajuda Lila, levando-a de volta ao bairro. Stefano fica radiante com a gravidez de Lila, não acreditando quando ela diz que o bebê não é dele, e toda a vizinhança decide fingir que ela estava passando um tempo com Lenù em Pisa.
Nesse ínterim, Lenu tem dificuldades com seus estudos em Pisa, por causa de sua pobreza e falta de capital cultural, e por causa dos preconceitos de outros alunos, que zombam de seu sotaque napolitano. Ela tem um relacionamento com outro estudante, Franco Mari. Ao final dos estudos, ela inicia um relacionamento com Pietro Airota, filho de um renomado professor.
Enquanto se prepara para sua tese, Lenu fica perturbada com sua relação com Donato Sarratore e escreve sobre isso em um caderno. Um dia, ela recebe uma caixa com os pertences de sua antiga professora, a professora Oliviero, que inclui A Fada Azul, o livro que havia escrito com Lila quando eram meninas, e reconhece no livro o cerne de seus escritos. Um dia, ela dá o caderno para Pietro, que o entrega para sua mãe, Adela, que trabalha como editora de livros. Para surpresa de Lenù, Adela liga para ela para dizer que quer publicar o conto como um livro.
Lila, entretanto, deu à luz seu filho Gennaro (chamado Rino, como seu irmão). Ela passa muito tempo tentando educar a criança, decidida a que ela tenha um destino melhor do que as crianças da vizinhança. Percebendo que Stefano está tendo um caso com Ada, e não aguentando mais sua violência, ela finalmente o abandona e vai embora com Enzo para um bairro operário, San Giovanni a Teduccio. Ela começa a trabalhar em uma fábrica de mortadela que pertence a Bruno Soccavo. Lenù vai visitá-la lá e, ao encontrá-la em péssimas condições, dá a ela a Fada Azul, que ela joga no fogo.
O romance termina quando Lenù está em uma livraria apresentando seu livro. Ela é atacada por um jornalista, que chama o livro de obsceno. Para sua surpresa, um membro da platéia começa a defendê-la e ela o reconhece como Nino Sarratore.

## Personagens
- Elena Greco (Lenù ou Lenuccia), protagonista e personagem principal. Ela termina o ensino médio em Nápoles como a primeira pessoa de sua família a fazê-lo e vai para a universidade na Scuola Normale di Pisa. Depois de se formar, ela publicou um romance.
- Raffaella Cerullo (Lila ou Lina), casou-se aos dezesseis anos com Stefano Carraci. Ela tem um caso com Nino Sarratore, que a abandona quando ela está grávida. Ela volta para Carraci, que se recusa a acreditar que o filho não é dele. Ela finalmente deixa o marido, após anos de violência doméstica, para viver com seu amigo de infância Enzo e seu filho Rino.
- Stefano Carracci, marido violento de Lila e dono de um negócio em crescimento.
- Giovanni Sarratore (Nino), filho de Donato Sarratore. Ele começa um caso com Lila enquanto ela é casada com Stefano.
- Giuseppina Carracci (Pinuccia), irmã de Stefano, fica grávida de Rino e se casa com ele durante a novela.
- Gennaro Cerullo (Rino), irmão mais velho de Lila e marido de Pinuccia. Ele fica obcecado pela ideia de ficar rico.

## Recepção
O livro foi bem recebido pela crítica. Joseph Luzzi, escrevendo para o The New York Times, comenta "Elena Ferrante é esta ave rara: tão deliberada em construir sua história que você quase desiste dela, tão talentosa que no final ela te faz chorar." Os críticos elogiaram a diversidade de tons do livro, que vai desde a "doçura e beleza" dos momentos de Ischia, a "intensidade do romance juvenil", até "o destino das mulheres em uma sociedade masculina".

Joanna Walsh, escreve para o The Guardian :
Por trás dos romances napolitanos está uma sensação de "violência em cada casa, cada família" baseada em um "antes" indescritível: a brutalidade e as traições da segunda guerra mundial. Lenú, criado não falando italiano, mas napolitano, torna-se fluente na língua dos livros escolares. Quando "a própria linguagem, de fato, tornou-se uma marca de alienação", ela deixa a cidade para a universidade. Apalpada no ônibus, Lenú volta ao dialeto: "Falei palavras irrepetíveis... de que adiantam anos de ensino fundamental, médio, universitário, naquela cidade?"